# Musée du Tramway
Le musée du Tramway (finnois : Ratikkamuseo ) est un musée consacré au tramway, situé dans le quartier de Taka-Töölö à Helsinki en Finlande. 

## Historique
Le bâtiment est conçu par Waldemar Aspelin et construit en 1900.
Il est une composante du musée municipal d’Helsinki.